# Messier 21
A Messier 21 (más néven M21 vagy NGC 6531) gömbhalmaz a Nyilas csillagképben.

## Felfedezése
Az M21 gömbhalmazt Charles Messier francia csillagász fedezte fel, majd katalogizálta 1764. június 5-én.

## Tudományos adatok
Negyvennél több 12 magnitudónál fényesebb csillag alkotja.